# تاج العز
قرية تاج العز هي إحدى القرى التابعة لمركز تمي الأمديد في محافظة الدقهلية في مصر. حسب إحصاءات سنة 2006، بلغ إجمالي السكان في تاج العز 8064 نسمة، منهم 3994 رجل و4070 امرأة.